# Fågelfors socken
Fågelfors socken i Småland ingick i Handbörds härad, ingår sedan 1971 i Högsby kommun i Kalmar län och motsvarar från 2016 Fågelfors distrikt.
Socknens areal är 97,17 kvadratkilometer, varav land 95,00. År 2000 fanns här 734 invånare. Tätorten Fågelfors med sockenkyrkan Fågelfors kyrka ligger i socknen. 

## Administrativ historik
Fågelfors socken bildades 1889 som en utbrytning ur Högsby socken. 1880 blev Fågelfors egen kapellförsamling och egen jordebokssocken 1888. 1889 blev den också som annexförsamling en fristående kyrkosocken. Vid sidan av bildandet  av Fågelfors församling med ansvar för de kyrkliga frågorna så inrättades Fågelfors landskommun för de borgerliga frågorna 1889  som en utbrytning ur Högsby landskommun. Landskommunen uppgick 1952 i Högsby landskommun som 1971 ombildades till Högsby kommun.
1 januari 2016 inrättades distriktet Fågelfors, med samma omfattning som församlingen hade 1999/2000.
Socknen har tillhört samma fögderier och domsagor som Handbörds härad.

## Geografi
Fågelfors socken ligger väster om Emån, kring dess tillflöde Nötån. Socknen är en kuperad sjörik skogsbygd.

## Fornlämningar
Äldre lämningar är ej kända.

## Namnet
Namnet (1533 Fogleboda) kommer från en fors i Nötån som gett upphov till bruket nedanför byn Fågelbo. Förleden är fågel, med oklar syftning. Efterleden är bod, 'bebyggelse'.

### Fotnoter
1. 1 2  Svensk Uppslagsbok andra upplagan 1947–1955: Fågelfors socken
2. 1 2  Harlén, Hans; Harlén Eivy (2003). Sverige från A till Ö: geografisk-historisk uppslagsbok. Stockholm: Kommentus. Libris 9337075. ISBN 91-7345-139-8
3. ↑  DMS 4:2 Handbörd Stranda
4. ↑  Administrativ historik för Fågelfors socken (Klicka på församlingsposten). Källa: Nationella arkivdatabasen, Riksarkivet.
5. 1 2  Sjögren, Otto (1931). Sverige geografisk beskrivning del 2 Östergötlands, Jönköpings, Kronobergs, Kalmar och Gotlands län. Stockholm: Wahlström & Widstrand. Libris 9939
6. 1 2  Nationalencyklopedin
7. ↑  Fornlämningar, Statens historiska museum: Fågelfors socken
8. ↑  Fornminnesregistret, Riksantikvarieämbetet: Fågelfors socken Fornminnen i socknen erhålls på kartan genom att skriva in sockennamn (utan "socken") i "Ange geografiskt område"
9. ↑  Mats Wahlberg, red (2003). Svenskt ortnamnslexikon. Uppsala: Institutet för språk och folkminnen. Libris 8998039. ISBN 91-7229-020-X. https://isof.diva-portal.org/smash/get/diva2:1175717/FULLTEXT02.pdf